# Christian August Fürchtegott Hayner
Christian August Fürchtegott Hayner (* 22. Dezember 1775 in Beucha; † 10. Mai 1837 in Colditz) war ein deutscher Arzt und Psychiater.

## Leben
Hayner besuchte in Leipzig die Nicolaischule, studierte Theologie, später Medizin und promovierte 1798. Zunächst praktizierte er in Eisleben und Mittweida.
Als junger Arzt von der sächsischen Staatsregierung auf Reisen geschickt, machte er sich bei einem längeren Aufenthalt in Paris am Hôpital de la Salpêtrière bei Philippe Pinel mit dessen Methoden der modernen Psychiatrie vertraut. Nach seiner Rückkehr wurde er im August 1806 zum Anstaltsarzt am Zucht-, Waisen- und Armenhaus Waldheim ernannt, wo eine große Anzahl Geisteskranker gemeinsam mit den Strafgefangenen untergebracht war.
1808 wurde Hayner vom Direktor der Kommission für die Straf- und Versorgungsanstalten Gottlob von Nostitz und Jänkendorf damit beauftragt, ein Gutachten zur Einrichtung einer Anstalt für Geisteskranke in der Festung Sonnenstein zu erstellen. Nach seinen Plänen entstand diese erste deutsche Irrenheilanstalt. Erster Leiter der Anstalt wurde allerdings Ernst Gottlob Pienitz.
Mit der Errichtung der Pflegeanstalt im Schloss Colditz (1829) siedelte er mit den Waldheimer Patienten als leitender Arzt dorthin über und verblieb bis zu seinem Tod in dieser Stellung. In Colditz entwickelte er ein Modell stationärer Pflege. So erreichte er, dass statt der bis dahin zur Krankenpflege eingesetzten Häftlinge freies Personal angeworben und eingestellt wurde. Seine Schriften, in denen er die Abschaffung von Zwangsmaßnahmen propagierte, erlangten einige Aufmerksamkeit. Auf Anregung Hayners wurde auch ein großer Anstaltsgarten eingerichtet. In seiner Rede zur Eröffnung der Anstalt erläuterte er seine Vorstellungen:

„Die Aussicht aus den Zimmern darf nicht beengend, nicht unangenehm, sie muß erheiternd seyn und das beklommene Herz erweitern; Musik, Gesang, aufmunternde Spiele in den Wohnungen und im Freien müssen sich darbieten; angenehme, schattige, vor heftigem Luftzuge gesicherte Spazierwege mit wechselnden lieblichen Aussichten sind nicht zu entbehren; diese Wege müssen krumm sein, damit der Vertiefte zur Besonnenheit, zu gleichzeitiger Beachtung anderer Gegenstände als der seiner fixen Idee geweckt, der Zerstreute dagegen zur Aufmerksamkeit auf einzelne Objecte gefesselt werde, wozu außer der mechanischen Einwirkung schon der das Auge erregende Wechsel nutzt; die Gänge müssen hier und da zum Steigen und Abwärtsgehen nöthigen, wodurch eine weit heilsamere Bewegung veranlaßt wird, als durch das Hinschlendern auf der Ebene, das eigentlich nur ein abwechselndes Stehen auf Einem Beine ist. – Das Sichernde der Umgebungen muß nicht grell in die Augen fallen, und möglichst decorirt seyn, damit das Auge des Unglücklichen nicht überall auf die Scheidewand treffe, die – oft bis ins Grab – von der Welt ihn trennt.“

Mit Friedrich Nasse u. a. war er Herausgeber und Mitarbeiter der Zeitschrift für psychische Aerzte (1818 bis 1822).
Melchior Josef Bandorf bezeichnete ihn in der Allgemeinen Deutschen Biographie als einen der ersten Vorläufer der englischen No-restraint-Bewegung in der deutschen Psychiatrie.

## Schriften
- Aufforderung an Regierungen, Obrigkeiten und Vorsteher der Irrenhäuser zur Abstellung einiger schwerer Gebrechen in der Behandlung der Irren. 1817.

- Ueber die psychische und moralische Behandlung der Geisteskranken in der Versorgungsanstalt zu Waldheim. In: G. Nostiz, Jänkendorf: Beschreibung der Heil- und Pflegeanstalt Sonnenstein. 1829, Thl. 1, Abtlg. 2, S. 137f.

- Über die Verlegung der bezüglich zur Aufnahme geisteskranker Personen bestimmten königlich-sächsischen Landes-Versorgungs-Anstalt zu Waldheim in die Gebäude des Schlosses zu Colditz. Dresden 1829.